# 割石守成堂
割石守成堂（かっせきもりなりどう）は、徳島県徳島市西横町にあった薬問屋である。現在は、解散して存在していない。

## 概要
- 徳島県内の有力卸の一社であった。
- 徳島県内の武田長兵衛商店（現・武田薬品工業）の特約店
- 徳島県内の藤沢商店（現・藤沢薬品工業）の特約店

## 当時徳島県の有力卸
- 鈴江日進堂（現・アスティス）
- 割石守成堂（昭和26年頃倒産）
- セトヤ薬局（現・四国アルフレッサ）
- 藤川薬局（昭和27年頃倒産）
- 岡内勧弘堂（本社・香川県）徳島支店（現・四国アルフレッサ）
- 冨士谷薬局（現・アスティス）
- 谷口薬局（現・よんやく）
- 福田屋薬局（小売専門になる）
- 内田風雲堂（現・よんやく）
- 田口薬局（現・よんやく）
- 柳屋薬局（現・よんやく）
- 平和薬局（小売専門になる）
- 地藤薬局（本社・香川県）徳島支店は、昭和26年3月倒産し営業権は、ビザン薬品（サンエイ薬品）に譲渡される（現・よんやく）
- 平野薬局（小売専門となる）
- 坂野厚生堂（昭和30年頃倒産）
- ビザン薬局（現・よんやく）

## 備考
- 大正14年に「高梨且」（後の潮田且・潮田薬品社長）が勤務していた。